# Винная Горка
Винная Горка — деревня в Холмогорском районе Архангельской области.

## География
Находится в центральной части Архангельской области на расстоянии приблизительно 2 км на юг по прямой от районного центра села Холмогоры на левом берегу протоки Бояр-Курья Северной Двины.

## История
Деревня была отмечена уже только на карте 1980-х годов. До 2022 года входила в Матигорское сельское поселение до его упразднения.

## Население
Численность населения: 12 человек (русские 100 %) в 2002 году, 6 в 2010.